# Парк Дружбы народов (станция метро)
«Парк Дружбы народов» (бел. Парк Дружбы народаў) — строящаяся станция Зеленолужской линии Минского метрополитена. Станция будет располагаться под площадью Бангалор в Советском районе Минска, на пересечении улиц Максима Богдановича, Сурганова и Орловская. Название станция получила от рядом расположенного одноимённого парка. Ориентировочный срок завершения строительства — 2028—2029 годы.

## История
Согласно ранним проектам развития Минского метрополитена третья линия должна была соединить микрорайон Курасовщина на юге Минска с перспективными жилыми районами в окрестностях посёлка Новинки на севере города. Однако строительство жилых массивов на севере Минске в советское время так и не было начато, и к середине 1980-х годов конечным направлением северного участка третьей линии становится расположенный на северо-востоке города микрорайон Зелёный Луг. В соответствии со схемой линий метрополитена города Минска 1992 года на пересечении улиц Богдановича, Сурганова и Орловская была запланирована станция «Сурганова». В конце 1990-х годов появляются первые проработки трассы четвёртой линии Минского метрополитена, в которых на этом же пересечении предусмотрена пересадочная станция.
Как правило, на схемах перспективного развития метрополитена в качестве рабочего названия станции третьей линии использовалось название «Площадь Бангалор», а для станции четвёртой линии — «Парк Дружбы народов». Однако в 2016 году решением Мингорисполкома название «Парк Дружбы народов» было установлено для станции третьей линии, а станция четвёртой линии получила название «Максима Богдановича».
Станция «Парк Дружбы народов» будет строиться в составе первой очереди второго участка Зеленолужской линии, вместе со станциями «Профсоюзная», «Переспа» и «Комаровская». В ноябре 2022 года была завершена разработка проекта инженерной подготовки данного участка. Работы по выносу кабельных линий и тепловых сетей из-под пятна застройки станции стартовали в марте 2023 года. Все подготовительные работы по перекладке инженерных коммуникаций и строительству объездов планируется выполнить в период с 2023 по 2025 годы.
25 июня 2025 года тоннелепроходческий комплекс «Алеся» начал проходку тоннеля от станции «Парк Дружбы народов» в сторону станции «Юбилейная Площадь». Одновременно с этим завершились подготовительные работы и началось непосредственное строительство станции.

## Перспективы
В будущем станция «Парк Дружбы народов» должна стать пересадочной на станцию «Максима Богдановича» четвёртой Кольцевой линии Минского метрополитена. Рядом со станцией запланирована служебная соединительная ветвь между третьей и четвёртой линиями, для чего в тоннеле при подъезде со стороны станции Комаровская будет сооружён задел под съезд.
Рассматривался вариант, при котором после ввода в эксплуатацию участка до площади Бангалор работы над третьей линией будут приостановлены, а взамен стартует строительство первой очереди четвёртой линии от станции «Максима Богдановича» в сторону станции «Тракторный завод». Также рассматривалась возможность изменения дальнейшей трассы третьей линии в сторону экспериментального многофункционального комплекса «Северный Берег».
В итоге был сделан выбор в пользу дальнейшего продолжения строительства третьей линии по изначально запланированному маршруту до станции «Логойская», которое будет осуществляться в 2030—2034 годах. Строительство первого участка Кольцевой линии, включающего станцию «Максима Богдановича» запланировано на 2035—2040 годы.

## Конструкция и оформление
Станция «Парк Дружбы народов» спроектирована как односводчатая станция мелкого заложения. В ее своде, расположенном в центре круговой дорожной развязки на площади Бангалор, предусмотрены два выходящих наружу зенитных фонаря. Как и на всех прочих станциях Зеленолужской линии, платформа станции «Парк Дружбы народов» будет оснащена защитными экранами с автоматическими дверями.
Для перехода на станцию «Максима Богдановича» четвёртой линии в проекте предусмотрен общий вестибюль, а также задел под пересадочный переход в центре платформы.
Особенностью оформления будет широкое использование лицевого тонированного бетона со светодиодной подсветкой. Для облицовки стен и полов используют также материалы из керамогранита, стекла и металла.

## Награды
За проект станции «Парк Дружбы народов» коллектив ОАО «Минскметропроект» был награждён дипломом второй степени XX Республиканского конкурса на лучшее архитектурное произведение в номинации «Интерьеры зданий и сооружений».